# Kim Weaver
Kimberly A. Weaver (née le 19 avril 1964 à Morgantown, en Virginie-Occidentale) est une astronome et professeure américaine spécialisée en astrophysique. Elle a travaillé avec la NASA sur plusieurs projets de recherche. On la voit souvent dans des programmes télévisés sur l'astronomie. Elle est experte dans le domaine de l'astronomie en rayons X.

## Jeunesse et éducation
À l'âge de cinq ans, elle a été impressionnée par les images de planètes et de galaxies ainsi que par l'antenne parabolique de 91 mètres du National Radio Astronomy Observatory de Green Bank, en Virginie occidentale. Elle attribue également à la mission lunaire Apollo 11 le mérite d'avoir été l'inspiration qui l'a poussée à devenir scientifique de carrière à la NASA.
Elle a fréquenté l'université de Virginie-Occidentale et a obtenu un Bachelor of Science en 1987. Elle s'est ensuite inscrite à l'université du Maryland en 1988, où elle a commencé à travailler comme stagiaire étudiante au Goddard Space Flight Center de la NASA à Greenbelt, dans le Maryland. Kim est diplômée de l'université du Maryland en 1990 avec une maîtrise en astronomie. Elle a été acceptée à l'université du Maryland à College Park et a obtenu son doctorat en astronomie en 1993. Sa thèse de doctorat portait sur les spectres complexes de rayons X à large bande des galaxies de Seyfert,. Weaver a passé deux années supplémentaires en tant qu'associée de recherche postdoctorale à l'université d'État de Pennsylvanie et deux autres années en tant que chercheuse associée à l'université Johns-Hopkins,. En 1998, elle est retournée à Goddard.

## Carrière
Au Goddard Space Flight Center, Weaver était scientifique fonctionnaire, se concentrant sur l'astronomie des rayons X, en particulier le projet de satellite Constellation X (en), qui fait partie du programme Beyond Einstein de la NASA, en tant que scientifique adjointe du projet. Pendant son mandat à Goddard, elle a également beaucoup travaillé avec Chandra, où de nombreuses observations importantes ont été faites concernant les galaxies à sursaut d'étoiles, les trous noirs et d'autres phénomènes astronomiques. En plus de Chandra, Weaver a travaillé avec d'autres télescopes à rayons X tels que les satellites XXM-Newton, RXTE et BeppoSAX. En 2005, elle était en mission spéciale au California Institute of Technology en tant que scientifique du programme Spitzer pour la NASA. Weaver travaille maintenant au Goddard Space Flight Center de la NASA à Greenbelt, dans le Maryland, en tant qu'astrophysicienne dans le laboratoire d'astrophysique des rayons X. [7] Actuellement, Weaver, en plus de travailler avec la NASA, est également professeur adjoint à l'université Johns-Hopkins à Baltimore, dans le Maryland,.
Les domaines de recherche de Weaver comprennent l'astronomie générale des rayons X, les noyaux galactiques actifs, les galaxies à sursaut d'étoiles et la formation des trous noirs. Elle est impliquée dans de nombreux groupes et organisations professionnels,, notamment : le comité exécutif de la division d'astrophysique des hautes énergies de l'Union américaine d'astronomie et le comité pour le statut des femmes en astronomie ; l'Union astronomique internationale ; la Société américaine de physique ; et la Goddard Employees Welfare Association.

## Prix
Weaver a reçu de nombreux prix, notamment, :
- En 2011, de l'Académie des anciens élèves distingués de l'Université de Virginie-Occidentale,
- En 2009, le Prix Robert H. Goddard pour réalisations exceptionnelles en sensibilisation,
- En 2009, le Distinguished Alumna Award, Département d'astronomie de l'Université du Maryland[9],
- En 2007, le Prix de reconnaissance des anciens élèves de l'Université de Virginie-Occidentale,
- En 1996, le Prix présidentiel de début de carrière pour scientifiques et ingénieurs de la NASA,
- De 1991 à 1993, la Bourse de recherche pour étudiants diplômés de la NASA,
- En 1992, le Prix des pairs de la NASA.

## Publications
Weaver a été publié dans plus de 60 revues scientifiques, notamment :
- (en) K. A. Weaver et T. Yaqoob, « On the Evidence of Extreme Gravity Effects in MCG-6-30-15 », The Astrophysical Journal, vol. 502,‎ 1998, p. L139
- (en) K. A. Weaver, T. M. Heckman et M. Dahlem, « An X-Ray Minisurvey of Nearby Edge-On Starburst Galaxies. II. The Question of Metal Abundance. », The Astrophysical Journal, vol. 534,‎ 2000, p. 684
- (en) The Violent Universe: Joyrides Through the X-Ray Cosmos, Johns Hopkins University Press

## Vie privée
Weaver aime la musique, l'art et le chant. Elle aime aussi le théâtre communautaire (en), où elle participe à des activités d'acteur, de metteur en scène et de scénographie. Elle aime particulièrement jouer le rôle d'Elvira dans L'esprit s'amuse de Noël Coward. Pendant ses études universitaires, elle était membre des Mountaineers de la Virginie-Occidentale et a été élue Miss Mountaineer en 1986. Weaver s'intéresse particulièrement à l'implication des enfants dans l'astronomie. Ses parents, Kenna (décédée en 2010) et Patricia Weaver, résident toujours à Morgantown, en Virginie-Occidentale.